# Balonggarut
Balonggarut is een bestuurslaag in het regentschap Sidoarjo van de provincie Oost-Java, Indonesië. Balonggarut telt 1017 inwoners (volkstelling 2010).